# Strigula
Strigula Fr. (punkciak) – rodzaj grzybów z rodziny Strigulaceae. Ze względu na współżycie z glonami zaliczany jest do grupy porostów.

## Systematyka i nazewnictwo
Pozycja w klasyfikacji według Index Fungorum: Strigulaceae, Strigulales, Dothideomycetidae, Dothideomycetes, Pezizomycotina, Ascomycota, Fungi.
Synonimy nazwy naukowej: Amoebomyces Bat. & H. Maia, 
Craspedon Fée, 
Dichoporis Clem., 
Didymaster Bat. & H. Maia, 
Diporina Clem., 
Discosiella Syd. & P. Syd.,
Haploblastia Trevis., 
Heterodothis Syd. & P. Syd., 
Kilikiostroma Bat. & J.L. Bezerra, 
Manaustrum Cavalc. & A.A. Silva, 
Melanophthalmum Fée, 
Nematora Fée, 
Phyllocharis Fée, 
Phylloporis Clem., 
Porinomyces Bat., 
Puiggariella Speg., 
Pycnociliospora Bat., 
Raciborskiella Höhn., 
Racoplaca Fée, 
Sagediomyces Cif. & Tomas., 
Shanoria Subram. & K. Ramakr., 
Strigulomyces Cif. & Tomas.
Nazwa polska według W. Fałtynowicza.

## Gatunki występujące w Polsce
- Strigula affinis (A. Massal.) R.C. Harris 1980 – punkciak pokrwny
- Strigula stigmatella (Ach.) R.C. Harris 1980 – punkciak pokrewny

Nazwy naukowe na podstawie Index Fungorum. Nazwy polskie według W. Fałtynowicza.